# Astragalus krylovii
Astragalus krylovii es una especie de planta del género Astragalus, de la familia de las leguminosas, orden Fabales.

## Distribución
Astragalus krylovii se distribuye por Turquía.

## Taxonomía
Fue descrita científicamente por Schischk. Fue publicada en Ber. Tomsk. Staats. Univ. 81. 477 (1928).